# ويليام هايلمان
ويليام هايلمان (بالإنجليزية: William Heilman)‏ هو سياسي أمريكي، ولد في 11 أكتوبر 1824 في ألمانيا، وتوفي في 22 سبتمبر 1890 في إيفانسفيل في الولايات المتحدة. حزبياً، نشط في الحزب الجمهوري. وقد انتخب عضو مجلس ولاية إنديانا وانتخب عضو مجلس نواب إنديانا وانتخب عضو مجلس النواب الأمريكي.